# Copala (kommun)
Copala är en kommun i Mexiko.   Den ligger i delstaten Guerrero, i den södra delen av landet, 300 km söder om huvudstaden Mexico City. Antalet invånare är 11 896. Arean är 344 kvadratkilometer.
Terrängen i Copala är platt söderut, men norrut är den kuperad.
Följande samhällen finns i Copala:
- Copala
- Atrixco
- Islaltepec
- El Carrizo
- Las Lajas
- San Francisco
- Comunidad General Enrique Rodríguez El Campamento
- La Cañada del Arroz
- El Papayo
- Los Lirios
- La Fortuna
- Campanilla